# Jas de Keistamper
Jas de Keistamper is de reus van Boxtel. Jas maakt zijn opwachting op hoogtijdagen, zoals op Koningsdag en bij het Herfstfestijn, doch pas wanneer de burgemeester van Boxtel hem roept met: "Jas waor bende?". Op Koningsdag geeft de reus een humoristische toespraak, waarin de inwoners van Boxtel bespot worden. Tijdens evenementen wordt de reus vaak vergezeld door folkloristische dans- en muziekgroepen. 
De traditie rondom 'Reus Jas de Keistamper' is erkend als UNESCO immaterieel erfgoed. Museum Boxtel heeft een permanente tentoonstelling over de reus.

## De reus
Jas is een reuzenpop van 3,45 meter hoog. In tegenstelling tot de meeste stadsreuzen heeft Jas geen onderstel, maar worden romp en hoofd gedragen door een sterke man.

## Ontstaan
De reus Jas werd in 1949 in het leven geroepen, waarbij de stichting Boxtel Vooruit een rol speelde. Jas zou symbolisch zijn voor een zeker doorzettingsvermogen van de inwoners van Boxtel, en voor het stratenmakersambacht. De plaats staat bekend als 'Keistampersdûrp'. Beide hoofdbronnen melden een relatie met laat veertiende-eeuwse werken aan een verharde weg, waarvoor 'reuzenkracht' moet zijn aangewend. Dit is echter thans niet met andere bronnen te staven. Een van de eerste bestrate wegen in het gebied was de Steenweg op Luik en die dateert van de achttiende eeuw.